# VIVA!!ROASSO
VIVA!!ROASSO（ビバ・ロアッソ）は、JNN系列局のRKK熊本放送で、2005年4月から2008年3月まで毎週金曜24:35 - 24:40に放送されていた、ロアッソ熊本（Jリーグ所属）の応援番組である。
現在は放送枠を拡大した「roasso magazine」が放送されている。

## 概要
ロアッソ熊本が始動した2005年4月に放送開始。2007年7月13日の放送で100回目を迎えた。
当初は木曜夕方6時55分からの放送だった。
内容は、前節のハイライトがメイン。最後に次の試合の告知をおこなう。

## 司会
- 山崎雄樹 - RKKアナウンサー
アウェーの試合でも現地で取材をおこなう。なお、山崎アナはロアッソ熊本の試合中継でも実況を担当している。